# Numeración maya

Numeración maya.

Los mayas utilizaban un sistema de numeración vigesimal (de base 20) de raíz mixta, similar al de otras civilizaciones mesoamericanas. El sistema numérico de rayas y puntos, que formaba la base de la numeración maya, estaba en uso en Mesoamérica desde c. 1000 a. C.; los mayas lo adoptaron por el Preclásico Tardío, y añadieron el símbolo para el cero. Esto puede haber sido la aparición más temprana conocida del concepto del cero explícito en el mundo, aunque es posible que haya sido precedido por el sistema babilónico. El primer uso explícito del cero fue grabado en monumentos que datan de 357 d. C. En sus aplicaciones más tempranas, el cero sirvió como notación posicional, lo que indica la ausencia de un conteo calendárico particular. Posteriormente, se desarrolló en un número que se podía utilizar para cálculos, y fue incluido en los textos glíficos durante más de mil años, hasta que su uso fue extinguido por los españoles.
En el sistema de numeración de base, la unidad se representa por un punto. Dos, tres y cuatro puntos sirven para representar 2, 3 y 4, y la raya horizontal sirve para representar 5. Por el período Posclásico, el símbolo de una concha (o caracol) sirvió para representar el cero; durante el período Clásico se utilizaron otros glifos. Los mayas pudieron escribir cualquier número de 0 a 19, utilizando una combinación de estos símbolos. El valor exacto de un número se determinó por su posición vertical; al subir una posición, el valor básico de la unidad se multiplicó por veinte. De esta manera, el símbolo más bajo representaría las unidades de base, el siguiente símbolo, en la posición segunda, representaría una multiplicación por veinte de la unidad, y el símbolo en la posición tercera representaría una multiplicación por 400, y así sucesivamente. Por ejemplo, el número 884 se escribe con cuatro puntos en el nivel más bajo, cuatro puntos en el nivel inmediatamente superior, y dos puntos en el siguiente nivel, para dar 4 x 1, con 4 x 20, con 2 x 400. Con este sistema los mayas podían escribir números muy largos. Se realizaron adiciones sencillas al sumar los puntos y rayas en dos columnas, dando el resultado en una tercera columna.

## Historia
Los mayas fueron un pueblo sedentario que se desarrolló en Mesoamérica alcanzando su esplendor en Guatemala y los estados del sureste mexicano principalmente. Fue poseedor de una de las culturas precolombinas más notables. Construyeron grandes templos y ciudades, como Calakmul, Tikal, Nakbé, Uxmal, Palenque, Uaxactún, Altún Ha, Chichén Itzá, El Mirador y muchos otros sitios, hay importantes yacimientos arqueológicos, en la región.
Desarrollaron una cultura fruto de su organización en ciudades-estado independientes cuya base era la agricultura y el comercio. Los monumentos más notables son las pirámides que construyeron en sus centros religiosos, junto a los palacios de sus gobernantes.
Los mayas participaban en el rito cultural como lo hacían en el comercio, diariamente, a larga distancia en Mesoamérica y posiblemente más allá. Entre los bienes de los ciudadanos que más dedicaban al comercio estaban el jade, el cacao, el maíz, la sal y la obsidiana.
El sistema de escritura maya, a menudo llamada jeroglífica por el uso de dibujos en lugar de letras, era una combinación de símbolos fonéticos silábicos e ideogramas. El descifrado de la escritura maya ha sido un largo y laborioso proceso. Desafortunadamente, los sacerdotes españoles, tal el caso de Diego de Landa en Maní, Yucatán, ordenaron la quema de los libros mayas después de la conquista. Hay además varios idiomas mayas que, aunque con origen en la misma protolengua, llamado también protomaya, fueron diversificándose a lo largo de 3000 años de historia en una vasta porción de Mesoamérica.
Hicieron observaciones astronómicas extremadamente precisas.
El año bisiesto, que cada cuatro años se agrega al calendario gregoriano en las culturas occidentales, estaba considerado de forma implícita en la concepción Maya. Los años se contaban en múltiplos de cuatro años y correspondían al norte, sur, este y oeste. El inicio del año nuevo no era fijo, sino que iniciaban al amanecer, mediodía, atardecer y medianoche de cada año; por lo que se hacía el ajuste intrínseco de un día más cada múltiplo de cuatro.

## Sistema Vigesimal de Numeración maya

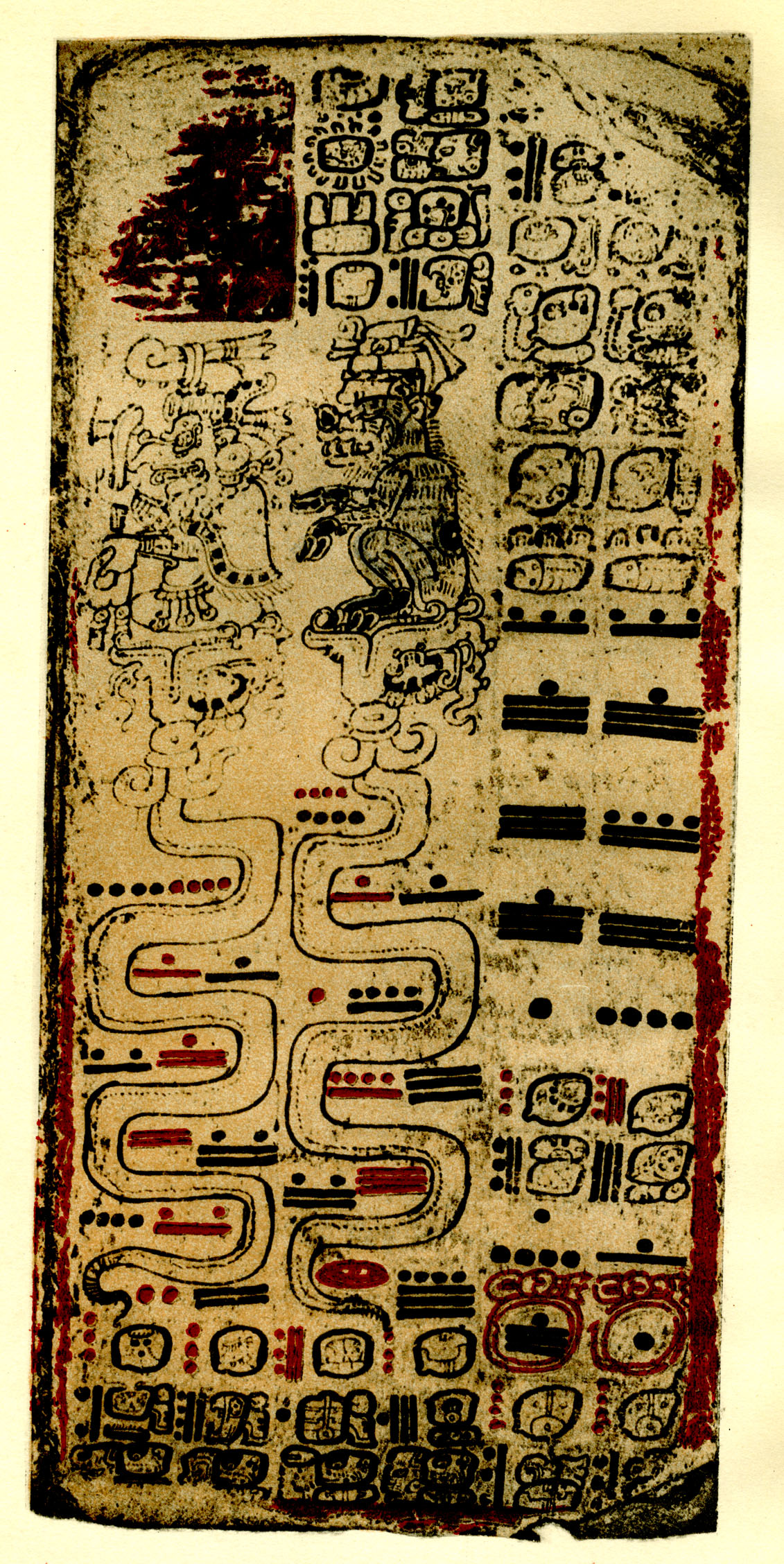
Numeración maya en una página del Códice Dresde.

Los mayas crearon un sistema de numeración como un instrumento para medir el tiempo y no para hacer cálculos matemáticos. Por eso, los números mayas tienen que ver con los días, meses y años, y con la manera en que organizaban el calendario.
Los mayas tenían tres modalidades para representar gráficamente los números, del 1 al 20
, así como del cero: un sistema numérico de puntos y rayas; una numeración cefalomorfa «variantes de cabeza»; y una numeración zoomorfa "figuras de animales", mediante figuras completas.
En el sistema de numeración maya las cantidades son agrupadas de 20 en 20; por esa razón en cada nivel puede ponerse cualquier número del 0 al 19. Al llegar al veinte hay que poner un punto en el siguiente nivel; de este modo, en el primer nivel se escriben las unidades, en el segundo nivel se tienen los grupos de 20 (veintenas), en el tercer nivel se tiene los grupos de 20 × 20 y en el cuarto nivel se tienen los grupos de 20 × 20 × 20.
Los tres símbolos básicos son el punto, cuyo valor es 1; la raya, cuyo valor es 5 (llamado también barra); y el caracol (algunos autores lo describen como concha o semilla), cuyo valor es 0.
El sistema de numeración maya, aun siendo vigesimal, tiene el 5 como base auxiliar. La unidad se representa por un punto. Dos, tres, y cuatro puntos sirven para 2, 3 y 4. El 5 era una raya horizontal, a la que se añaden los puntos necesarios para representar 6, 7, 8 y 9. Para el 10 se usaban dos rayas, y de la misma forma se continúa hasta el 19 (con tres rayas y cuatro puntos) que es el máximo valor que se puede representar en cada nivel del sistema vigesimal. Este sistema de numeración es aditivo, porque se suman los valores de los símbolos para conocer un número.

#### Reglas para utilizar los símbolos de la numeración maya
El punto no se repite más de 4 veces. Si se necesitan 5 puntos, entonces se sustituyen por una raya. La raya no aparece más de 3 veces. Si se necesitan 4 rayas, entonces quiere decir que se quiere escribir un número igual o mayor que 20 necesitándose así emplear otro nivel de mayor orden.
Para escribir un número más grande que veinte se usan los mismos símbolos, pero cambian su valor dependiendo de la posición en la que se pongan. Los números mayas se escriben de abajo hacia arriba. En el primer orden (el de abajo) se escriben las unidades (del 0 al 19), en el segundo se representan grupos de 20 elementos. Por esto se dice que el sistema de numeración maya es vigesimal.
| Nivel | Multiplicador | Ejemplo A | Ejemplo B | Ejemplo C |
| ----- | ------------- | --------- | --------- | --------- |
| 3.º   | × 400         |           |           |           |
| 2.º   | × 20          |           |           |           |
| 1.º   | × 1           |           |           |           |
|       |               | 32        | 429       | 5125      |

En el segundo orden cada punto vale 20 unidades y cada raya vale 100 unidades. Por lo tanto, el 9 del segundo orden vale 9×20=180. Esas 180 unidades se suman con las 6 del primer orden y se obtiene el número 186.
El tercer orden tendría que estar formado por grupos de 20 unidades (20 × 20 × 1); o sea, cada punto tendría que valer 400 unidades. Sin embargo, el sistema de numeración maya tiene una irregularidad: los símbolos que se escriben en este orden valen 18 × 20 × 1 para el sistema calendárico. Esto quiere decir que cada punto vale 360 unidades. Esta irregularidad tiene que ver con que los años mayas (tunes) están formados por 360 días, el múltiplo de 20 más cercano a 365. Por lo que el punto en el tercer nivel vale 360 únicamente en el cómputo de fechas y 400 en los demás casos.
En el cuarto nivel se multiplica por 8000.
Los mayas vinculaban los números del primer orden con los días (kines, en maya k'ino'ob), los del segundo orden con los meses (uinales, en maya uinalo'ob) y los del tercer orden con los años (tunes, en maya tuno'ob). En el primer número, el valor de la raya del tercer orden es 1800 (5 × 360), el valor del 9 del segundo orden es 180 (9 × 20) y el valor del 8 del primer orden es 8 (8 × 1); por lo tanto, el número es 1988.
El sistema de numeración maya tiene cuatro niveles, que se utilizaban para escribir grandes cantidades.

### Cero

Símbolo maya para el cero, año 36 a. C. Es el primer uso documentado del cero en América.

Los mayas preclásicos desarrollaron, con autonomía cultural, el concepto y uso del cero alrededor del año 36 a. C. Este es el primer uso documentado del cero en América, aunque con algunas peculiaridades que le privaron la posibilidad operatoria. Las inscripciones los muestran en ocasiones trabajando con sumas de hasta cientos de millones y fechas tan extensas que su escritura cabía en espacios largos.
El cero era necesario para su numeración porque los mayas tenían un sistema posicional, es decir, un sistema de numeración en el que cada símbolo tiene un valor diferente según la posición que ocupa. El símbolo del cero es representado por un caracol (concha o semilla de café), una media cruz de Malta, una mano bajo una espiral o una cara cubierta por una mano.
Por ejemplo, para saber qué número es este hay que obtener el valor de los símbolos. El cero indica que no hay unidades. Los dos puntos del segundo orden representan 2 grupos de 20 unidades; o sea, 40. El número del tercer orden es un 8, pero su valor real se obtiene al multiplicarlo por 360. Por lo tanto, el número es 2880 + 40 + 0 = 2920. Es más fácil leer un número cuando se representa con puntos, rayas y conchas, porque es una representación sencilla que no deja lugar a dudas del valor de cada símbolo, de acuerdo con la posición en la que se escribe. En las representaciones antropomorfas, es más complejo entender el número escrito.

### Numeración astronómica
El año lo consideraban dividido en 18 unidades; cada una constaba de 20 días. Se añadían algunos festivos (uayeb) y de esta forma se conseguía que durara justo lo que una de las unidades de tercer orden del sistema numérico. Además de este calendario solar usaron otro de carácter religioso en el que cada año se divide en 20 ciclos de 13 días. Al romperse la unidad del sistema, este se hace poco práctico para el cálculo. Y, aunque los conocimientos astronómicos y de otro tipo fueron notables, los mayas no desarrollaron una matemática astronómica más allá del calendario. Fue así como ellos empezaron a crear su simbolización a esto se le llama sistema de numeración maya.

### Numeración comercial
Al tener cada cifra un valor relativo según el lugar que ocupa, la presencia de un signo para el cero con el que indicar la ausencia de unidades de algún orden se hace imprescindible. Los mayas lo usaron, aunque no parece haberles interesado el concepto de cantidad nula. Como los babilonios, lo usaron simplemente para indicar la ausencia de otro número. Pero los científicos mayas eran a la vez sacerdotes ocupados en la observación astronómica, y para expresar los números correspondientes a las fechas usaron unas unidades de tercer orden irregulares para la base 20. Así, la cifra que ocupaba el tercer lugar desde abajo se multiplicaba por 20 × 18 = 360, para completar una cifra muy próxima a la duración de un año. Su numeración limita en el número 50. Este es una variante del sistema convencional maya.

## Números cefalomorfos
Los números cefalomorfos están, como todas las demás variantes de cabeza conocidas, prácticamente restringidos a las inscripciones.  Muchos de los números cefalomorfos se encuentran relacionados con los glifos de períodos calendáricos en las inscripciones.
En la notación de estilo de cabeza, cada uno de los números 0, 1, 2, 3, 4, 5, 6, 7, 8, 9, 10, 11, 12 y 13  se expresan mediante un tipo distintivo de cabeza y cada uno tiene su propia característica esencial mediante la cual se puede distinguir de todos los demás. Los estilos del 13 al 19 coinciden con los estilos de cabeza del 3 al 9 pero con la mandíbula descarnada en honor al dios de la muerte.  La identificación de estos numerales de variantes de cabeza en algunos casos no es un asunto fácil, ya que sus características determinantes no siempre se presentan con claridad.
Números cefalomorfos del 0 al 9:
| 𝋠 | 𝋡 | 𝋢 | 𝋣 | 𝋤 | 𝋥 | 𝋦 | 𝋧 | 𝋨 | 𝋩 |

Números cefalomorfos del 10 al 19:
| 𝋪 | 𝋫 | 𝋬 | 𝋭 | 𝋮 | 𝋯 | 𝋯 | 𝋱 | 𝋲 | 𝋳 |

## Calendario lunar o Tzolkin
Debido al sistema vigesimal de numeración, el calendario estaba compuesto por múltiplos de 20. El Tzolkin o calendario sagrado, tenía 260 días, mientras que el Haab o calendario solar, 360 más 5 días nefastos que no se incluían en él.
El tzolkin resultaba de la combinación de 20 nombres de los días con el número 13. Esquemáticamente se puede representar por medio de dos ruedas dentadas; en una se encuentran los números 1 a 13 y en la otra los nombres de los días. La primera gira hacia la derecha; la segunda lo hace hacia la izquierda.
Los nombres de los días eran por orden: imix (lagarto), ik' (viento), ak'bal (noche, oscuridad), kan (maíz, lagartija), chicchán (serpiente celestial), kimí (muerte), manik (venado), lamat (conejo, venus), muluc (jade, lluvia), ok (perro, pie), chuwen (artesano, mono), eb (rocío, diente), ben (caña de maíz), ix (jaguar), men (águila), kib (cera, vela, tecolote), kabán (tierra, temblor), ets'nab (pedernal), kawak (tormenta) y ahaw (señor).
Para que se repita el 1 Imix, fecha inicial del calendario, debían transcurrir 260 días.

## Códices mayas

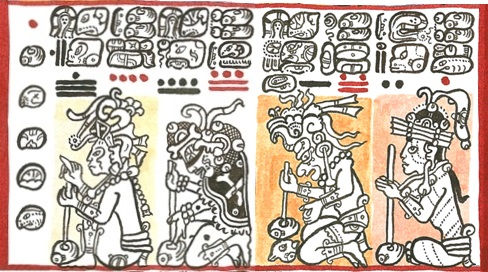
Detalle del Códice de Dresde mostrando un almanaque del Tzolk´in, empezando con el día 1 Manik´. Reproducción moderna.

El Códice de Dresde es el códice que se encuentra mejor conservado. Se halla en la ciudad de Dresde (Alemania). No se sabe con exactitud cómo llegó allí, aunque se cree que en uno de los viajes que hicieron los españoles lo usaron como regalo para alguien en Viena (Austria). Después formó parte del acervo de la Biblioteca de Dresde y se dio a conocer en 1810.

## Numerales en diversas lenguas mayas
A continuación se presentan los numerales en diversas lenguas mayas:
| GLOSA | Huasteco | Yucateco | Cholano       | Cholano             | Cholano                 | Qanjobal        | Qanjobal                   | Mam     | Quiché    | proto- maya  |
| GLOSA | Huasteco | Yucateco | Ch'ol de Tila | Tzeltal de Bachajón | Tzotzil de S. And. Lar. | Chuj de Ixtatán | Q'anjobal de Santa Eulalia | Mam     | Quiché    | proto- maya  |
| ----- | -------- | -------- | ------------- | ------------------- | ----------------------- | --------------- | -------------------------- | ------- | --------- | ------------ |
| 1     | huun     | hun      | hun-          | hun                 | hun                     | xún             | χun                        | χuun    | χun       | *χuun        |
| 2     | čaab     | ka       | čaʔ-          | čeb                 | čib                     | čábʼ            | kabʼ                       | kabʼ    | kebʼ      | *kaʔ(bʼ)     |
| 3     | ʔooš     | oš       | uš-           | ošeb                | ʔošib                   | ʔóše'           | ošebʼ                      | ooš     | ošibʼ     | *ʔoš(ebʼ)    |
| 4     | čeeʔ     | kam      | čən-          | čaneb               | čanib                   | čaŋe'           | kanebʼ                     | kyaje   | kaχibʼ    | *kaŋ(ebʼ)    |
| 5     | booʔ     | ho       | hoʔ-          | hoʔeb               | hoʔob                   | hoye'           | oyebʼ                      | χweʔ    | χoʔobʼ    | *χoʔ(ebʼ)    |
| 6     | ʔakak    | wak      | wək-          | wakeb               | wakib                   | wákeʼ           | waqebʼ                     |         | waqibʼ    | *waq(ebʼ)    |
| 7     | buuk     | ušuk     | wuk-          | hukeb               | hukub                   | húke'           | uqebʼ                      |         | wuqubʼ    | *huq(ubʼ)    |
| 8     | wašik    | wašak    | wašək-        | wašakeb             | wašakib                 | wáxšakeʼ        | waʂaqebʼ                   | wáχšaq  | waqšaqibʼ | *waqšaq(ebʼ) |
| 9     | belehu   | bolom    | bolon-        | baluneb             | baluneb                 | bʼáluŋe'        | bʼalonebʼ                  | beleχuχ | bʼeleχebʼ | *bʼeluŋ(ebʼ) |
| 10    | lahu     | lahun    | lahun-        | lahuneb             | lahuneb                 | láxuŋe'         | laχonebʼ                   | laaχ    | laχuχ     | *laχuŋ(ebʼ)  |

## Unicode
Los números mayas se agregaron al estándar Unicode en junio de 2018 con el lanzamiento de la versión 11.0.
El bloque Unicode para números mayas es desde U+1D2E0 hasta U+1D2FF.
| Numeración maya en Unicode Tabla de códigos del consorcio oficial de Unicode(PDF) Desde Unicode versión 11.0 |   |   |   |   |   |   |   |   |   |   |   |   |   |   |   |   |
| | 0 | 1 | 2 | 3 | 4 | 5 | 6 | 7 | 8 | 9 | A | B | C | D | E | F |
| U+1D2Ex | 𝋠 | 𝋡 | 𝋢 | 𝋣 | 𝋤 | 𝋥 | 𝋦 | 𝋧 | 𝋨 | 𝋩 | 𝋪 | 𝋫 | 𝋬 | 𝋭 | 𝋮 | 𝋯 |
| U+1D2Fx | 𝋰 | 𝋱 | 𝋲 | 𝋳 |   |   |   |   |   |   |   |   |   |   |   |   |

## Usos actuales
Los números mayas tienen presencia en algunos ámbitos académicos, culturales y educativos. Por ejemplo, algunas comunidades mayas en México y Guatemala enseñan el sistema numérico vigesimal en un contexto tradicional, aunque el uso cotidiano de los números arábigos es dominante. En contextos académicos se siguen usando en publicaciones que interpretan inscripciones antiguas del calendario y de las cuentas mayas. También se encuentran en obras de arte, tatuajes y diseños gráficos. Recientemente fue lanzada una calculadora Maya para el sistema operativo android que pretende reforzar el uso de la numeración vigesimal entre los pueblos mayas actuales.